# Декалог (фильм)
«Декалог» — цикл из десяти телевизионных фильмов польского режиссёра Кшиштофа Кесьлёвского, вышедший на экраны в 1989—1990 годах. Фильмы не являются буквальной иллюстрацией десяти библейских заповедей. Более того, не каждый фильм возможно однозначно соотнести только с какой-либо одной заповедью. Ни в титрах, ни в тексте фильмов нет упоминаний или отсылок к конкретным заповедям, а попытки сделать это остаются не более чем частными, притом разными, мнениями киноведов.

## Структура цикла

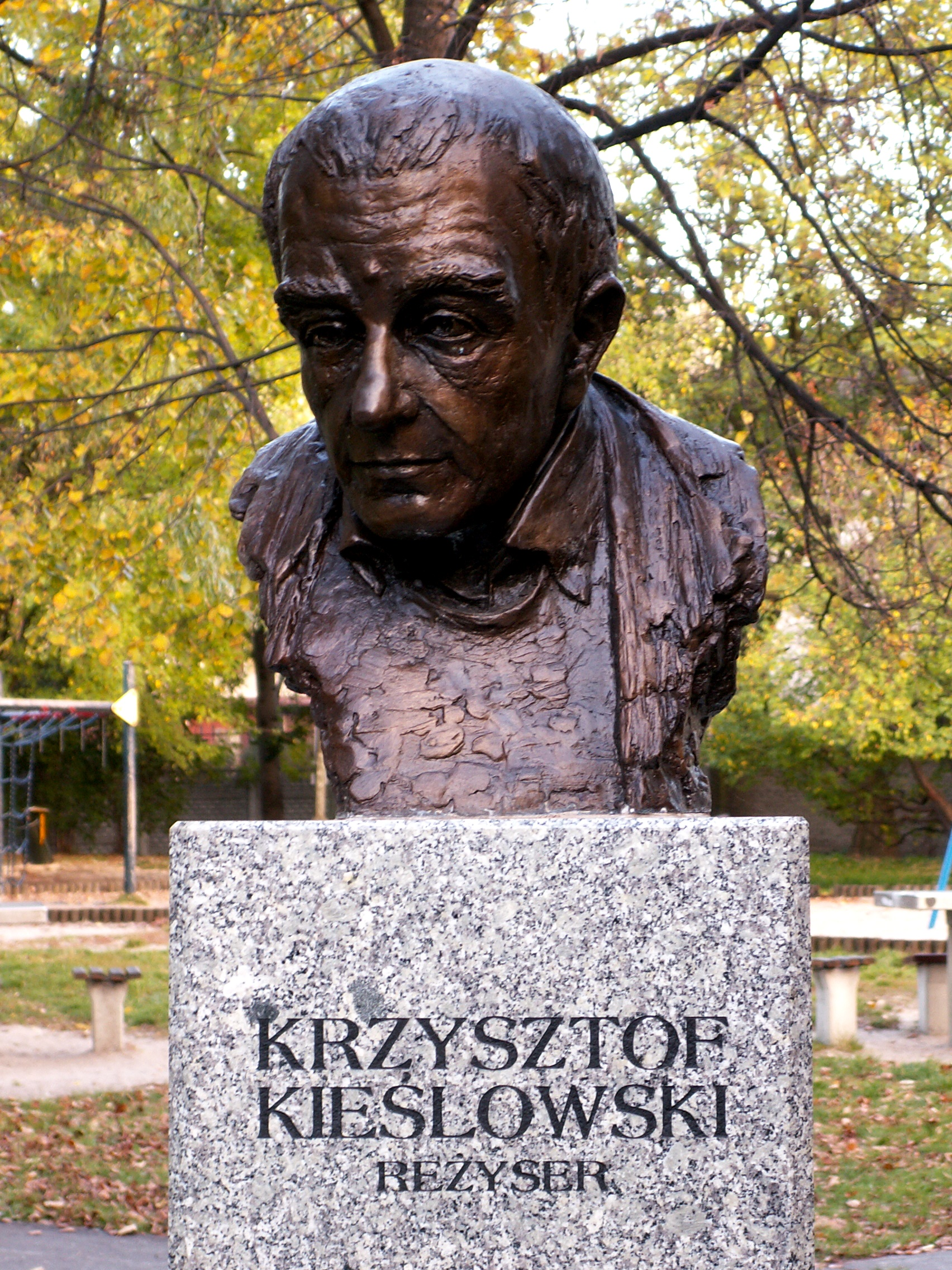
Бюст Кесьлёвского в одном из скверов Варшавы.

Сюжеты фильмов представляют собой отдельные истории, однако они объединены между собой общим замыслом фильма, местом и временем действия (современная циклу Польша), появлением в них персонажей из других серий (иногда почти незаметным), а также странной фигурой в исполнении актёра Артура Барцися, появляющейся в эпизоде в каждой серии, которую киноведы трактуют, в частности, как «появление Ангела».
Кшиштоф Кесьлёвский объяснял замысел цикла в книге «О себе»:

«Декалог» — это попытка рассказать десять историй, которые могли случиться с каждым. Это истории о людях, захваченных жизненной суетой, но в результате неожиданного стечения обстоятельств обнаруживающих, что они топчутся на одном месте, забывая про действительно важные цели. Мы стали слишком эгоистичны, чересчур сосредоточенными на себе и своих потребностях. Мы вроде бы много делаем для своих близких, но когда наступает вечер, оказывается, что у нас уже нет ни сил, ни времени, чтобы их обнять или приласкать, сказать им что-то хорошее. У нас не хватает на это жизненной энергии. Мы уже не способны выразить свои настоящие чувства. А жизнь проходит.
Картины сняты в различных жанрах — от преобладающей тяжёлой психологической драмы до комедии (в заключительной серии), но в едином стиле.
Пятая и шестая серии «Декалога» созданы на одном материале с фильмами Кесьлёвского «Короткий фильм о любви» и «Короткий фильм об убийстве», однако разный монтаж делает эти работы двумя парами версий двух картин, допускающих даже различные трактовки замысла авторов.

### Декалог 1
Обычно связывается с первой и второй заповедями: «Я Господь, Бог твой, Который вывел тебя из земли Египетской, из дома рабства; да не будет у тебя других богов пред лицом Моим»; и: «Не делай себе кумира и никакого изображения того, что на небе вверху, и что на земле внизу, и что в воде ниже земли; не поклоняйся им и не служи им, ибо Я Господь, Бог твой, Бог ревнитель, наказывающий детей за вину отцов до третьего и четвёртого рода, ненавидящих Меня, и творящий милость до тысячи родов любящим Меня и соблюдающим заповеди Мои».
В ролях:
- Хенрик Барановский — Кшиштоф
- Войцех Клата — Павел
- Майя Коморовская — Ирена
- Мария Гладковская — Аня
- Артур Барцись — мужчина, сидящий над льдом
- Агнешка Брустман — шахматистка

Оператор — Веслав Здорт

### Декалог 2
Киноведы связывают фильм либо с третьей заповедью: «Не произноси имени Господа, Бога твоего, напрасно, ибо Господь не оставит без наказания того, кто произносит имя Его напрасно», — либо с девятой заповедью — «Не произноси ложного свидетельства на ближнего твоего».
В ролях:
- Кристина Янда — Дорота Геллер
- Александер Бардини — доктор
- Ольгерд Лукашевич — Анджей Геллер
- Артур Барцись — лаборант

Оператор — Эдвард Клосиньский

### Декалог 3
Фильм весьма опосредованно может быть связан с четвёртой заповедью: «Помни день субботний, чтобы святить его; шесть дней работай и делай в них всякие дела твои, а день седьмой — суббота Господу, Богу твоему: не делай в оный никакого дела ни ты, ни сын твой, ни дочь твоя, ни раб твой, ни рабыня твоя, ни [вол твой, ни осёл твой, ни всякий] скот твой, ни пришелец, который в жилищах твоих; ибо в шесть дней создал Господь небо и землю, море и всё, что в них, а в день седьмой почил; посему благословил Господь день субботний и освятил его».
В ролях:
- Даниэль Ольбрыхский — Януш
- Мария Пакульнис — Эва
- Йоанна Щепковская — жена Януша
- Артур Барцись — водитель трамвая
- Дорота Сталиньская — железнодорожница на скейтборде
- Влодзимеж Мусял — работник в вытрезвителе
- Хенрик Барановский — Кшиштоф

Оператор — Пётр Собоциньский

### Декалог 4
Фильм связан с пятой заповедью: «Почитай отца твоего и мать твою, чтобы тебе было хорошо и чтобы продлились дни твои на земле, которую Господь, Бог твой, даёт тебе».
В ролях:
- Адрианна Беджиньская — Анка
- Януш Гайос — Михал
- Артур Барцись — байдарочник
- Адам Ханушкевич — профессор в театральной академии
- Александер Бардини — ординатор

Оператор — Кшиштоф Пакульский

### Декалог 5
Пронзительный протест против убийства и вообще насилия, фильм можно соотнести с шестой заповедью: «Не убий».
В ролях:
- Мирослав Бака — Яцек
- Кшиштоф Глобиш — Пётр
- Збигнев Запасевич — член адвокатской комиссии
- Здзислав Тобяш — судья
- Артур Барцись — рабочий

Оператор — Славомир Идзяк

### Декалог 6
Фильм о юношеской влюблённости опосредованно связан с седьмой заповедью: «Не прелюбодействуй».
В ролях:
- Гражина Шаполовская — Магда
- Олаф Любашенко — Томек
- Артур Барцись — мужчина с чемоданом
- Стефания Ивиньская — тётя Томека
- Пётр Махалица — Роман
- Ян Пехоциньский — любовник Магды
- Анна Горностай — медсестра

Оператор — Витольд Адамек

### Декалог 7
Фильм обычно связывают с восьмой заповедью: «Не укради».
В ролях:
- Майя Барелковская — Майка
- Анна Полони — Эва
- Владислав Ковальский — Стефан
- Богуслав Линда — Войтек
- Божена Дыкель — кассирша
- Артур Барцись — мужчина на станции

Оператор — Дариуш Куц

### Декалог 8
Обычно фильм связывается киноведами с девятой заповедью: «Не произноси ложного свидетельства на ближнего твоего». На семинаре, посвящённом мотивам человеческого поведения в различных ситуациях, одна из студенток для примера рассказывает историю, являющуюся сюжетом второй серии.
- Мария Косьцялковская — Зофья
- Тереза Марчевская — Эльжбета
- Артур Барцись — студент
- Тадеуш Ломницкий — портной
- Мариан Опаня — декан
- Бронислав Павлик — сосед Зофьи

Оператор — Анджей Ярошевич

### Декалог 9
Фильм с некоторой долей натяжки привязывают обычно к части десятой заповеди: «…Не возжелай жены ближнего твоего…»
- Пётр Махалица — Роман
- Эва Блащик — Ханка
- Ян Янковский — Мариуш
- Артур Барцись — велосипедист
- Ежи Треля — Миколай

Оператор — Пётр Собоциньский

### Декалог 10
Фильм связан с десятой заповедью: «Не желай дома ближнего твоего; не желай жены ближнего твоего, ни поля его, ни раба его, ни рабыни его, ни вола его, ни осла его, ни всякого скота его, ничего, что у ближнего твоего».
В ролях:
- Збигнев Замаховский — Артур
- Ежи Штур — Ежи
- Хенрик Биста — филателист, владелец магазина
- Мацей Штур — Пётрек
- Ежи Турек — филателист
- Анна Горностай — медсестра

Оператор — Яцек Блавут

## Создание цикла
Съёмки фильма продолжались, по словам режиссёра, 11 месяцев, а по воспоминаниям Ежи Штура, около двух лет.
Почти все фильмы цикла были сняты разными операторами, поскольку Кесьлёвский хотел добиться, чтобы каждая история имела свой стиль повествования. При этом режиссёр предоставил всем операторам полную свободу. В дальнейшем Кеслёвский отмечал, что все фильмы «Декалога» как будто сняты одной рукой. По его мнению, схожесть получившихся картин является «…доказательством существования некоего духа, характера сценария. И если оператор умён и талантлив, то, какие бы средства он ни использовал, неизбежно этот дух уловит».
В фильме снялись многие ведущие актёры польского кино (Майя Коморовская, Кристина Янда, Ольгерд Лукашевич, Даниэль Ольбрыхский, Гражина Шаполовская, Ежи Штур, Збигнев Запасевич, Богуслав Линда и другие). Никогда до съёмок «Декалога» Кесьлёвскому не приходилось работать с таким большим количеством актёров.
Кристина Янда считала съёмки в «Декалоге», по её словам, «задачей очень лёгкой и в этом смысле скучной». Кесьлёвский предложил ей на выбор три роли в разных частях цикла, и она выбрала роль во втором фильме, которая уже во время съёмок показалась ей самой слабой, но изменить она ничего не смогла.
По воспоминаниям Ежи Штура, ему было предложено выбрать любую из мужских ролей, и он остановился на «Декалоге 9» (роль Романа, страдающего импотенцией). За время съёмок первых семи фильмов Кесьлёвский пришёл к мысли, что на эту роль Штур всё-таки не подходит, и актёр сыграл в заключительной части в паре со Збигневом Замаховским.

Центральной проблемой в том сценарии было то, что одна из самых главных сфер человеческой жизни оказалась для молодого человека перечеркнута. В молодости это действительно страшно. А когда ты уже реализовался — да черт с ним, подумаешь, какое дело. И зритель это сразу почувствует. Вот таким образом Кшиштоф объяснил мне, что на эту роль я не гожусь по возрасту.
Музыку к фильму написал польский композитор Збигнев Прайснер, сотрудничавший с Кесьлёвским при создании многих других фильмов, например, картин «Без конца», «Двойная жизнь Вероники», трилогии «Три цвета»: («Синий», «Белый», «Красный»).

### Съёмочная группа — галерея

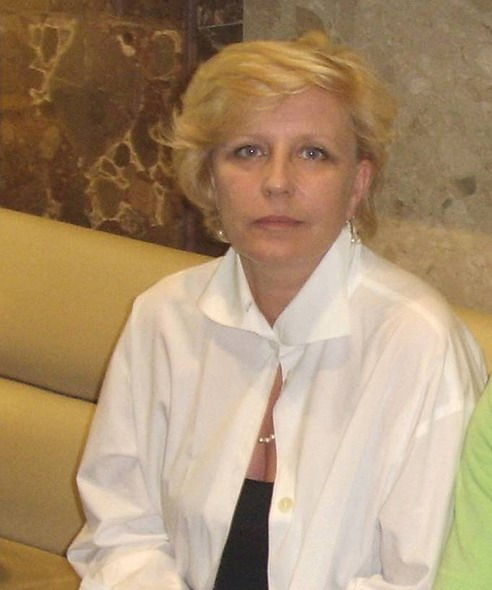
Кристина Янда
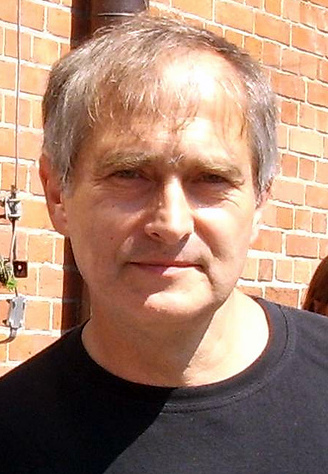
Ольгерд Лукашевич
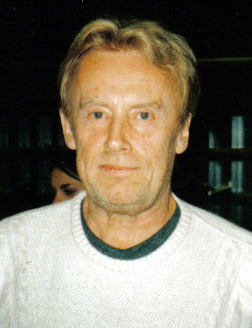
Даниэль Ольбрыхский
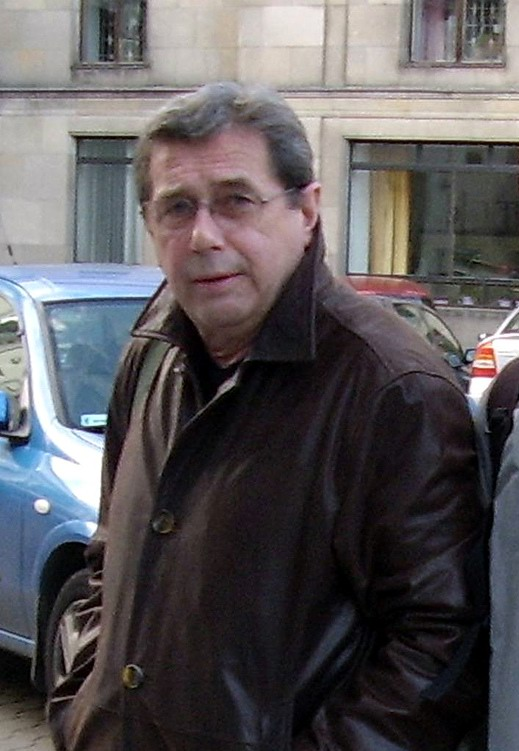
Януш Гайос
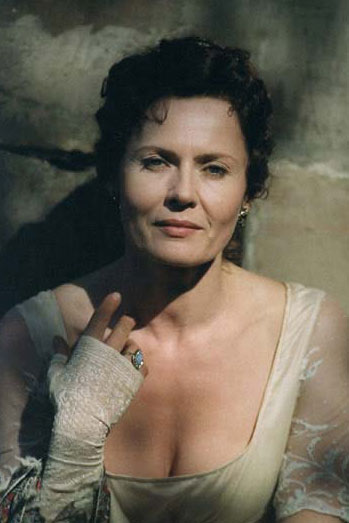
Гражина Шаполовская
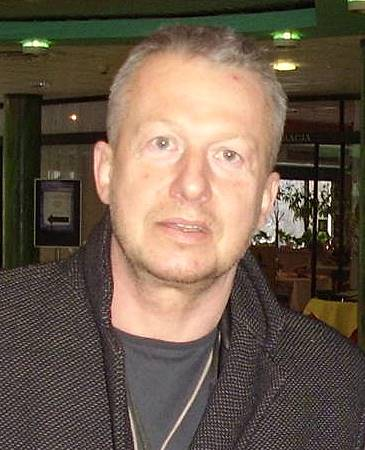
Богуслав Линда
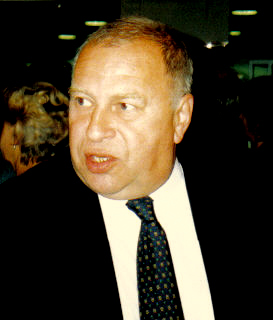
Ежи Штур
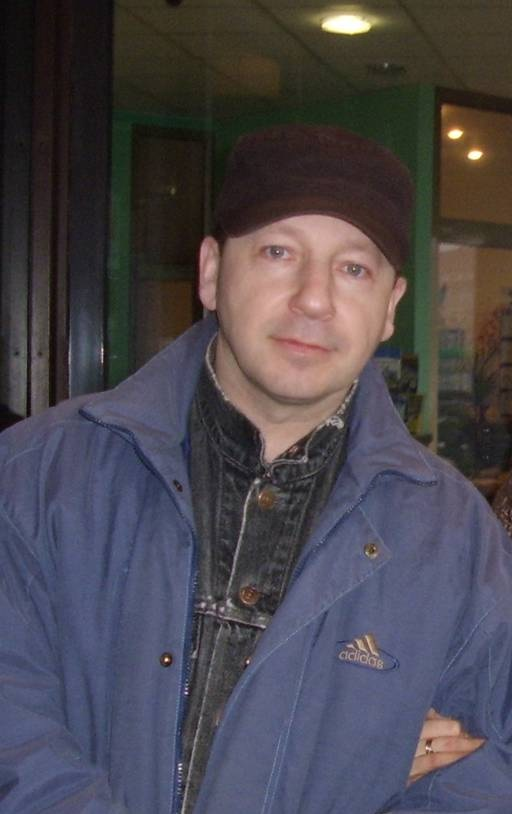
Збигнев Замаховский

## Признание
Фильм получил ряд премий на международных кинофестивалях и очень высокую оценку критиков и коллег-кинематографистов. В частности, с большой похвалой отозвался о «Декалоге» Стенли Кубрик, написавший вступительное слово к изданию сценариев к этому фильму. В число своих любимых фильмов включил «Декалог» американский киногуру Роджер Эберт.
При этом в Польше фильм был принят хуже, чем за рубежом. Кристина Янда вспоминала в своей книге:

«Декалог» повсюду пользовался огромным успехом — об этом фильме говорили, что он «покорил весь мир». К своему удивлению, за границей я встречала восторженных критиков, зрителей, продюсеров.

### Премии
- 1989 — премия ФИПРЕССИ на Венецианском кинофестивале
- 1989 — премия критиков на международном кинофестивале в Сан-Паулу
- 1989 — премия OCIC на международном кинофестивале в Сан-Себастьяне